# 王府井

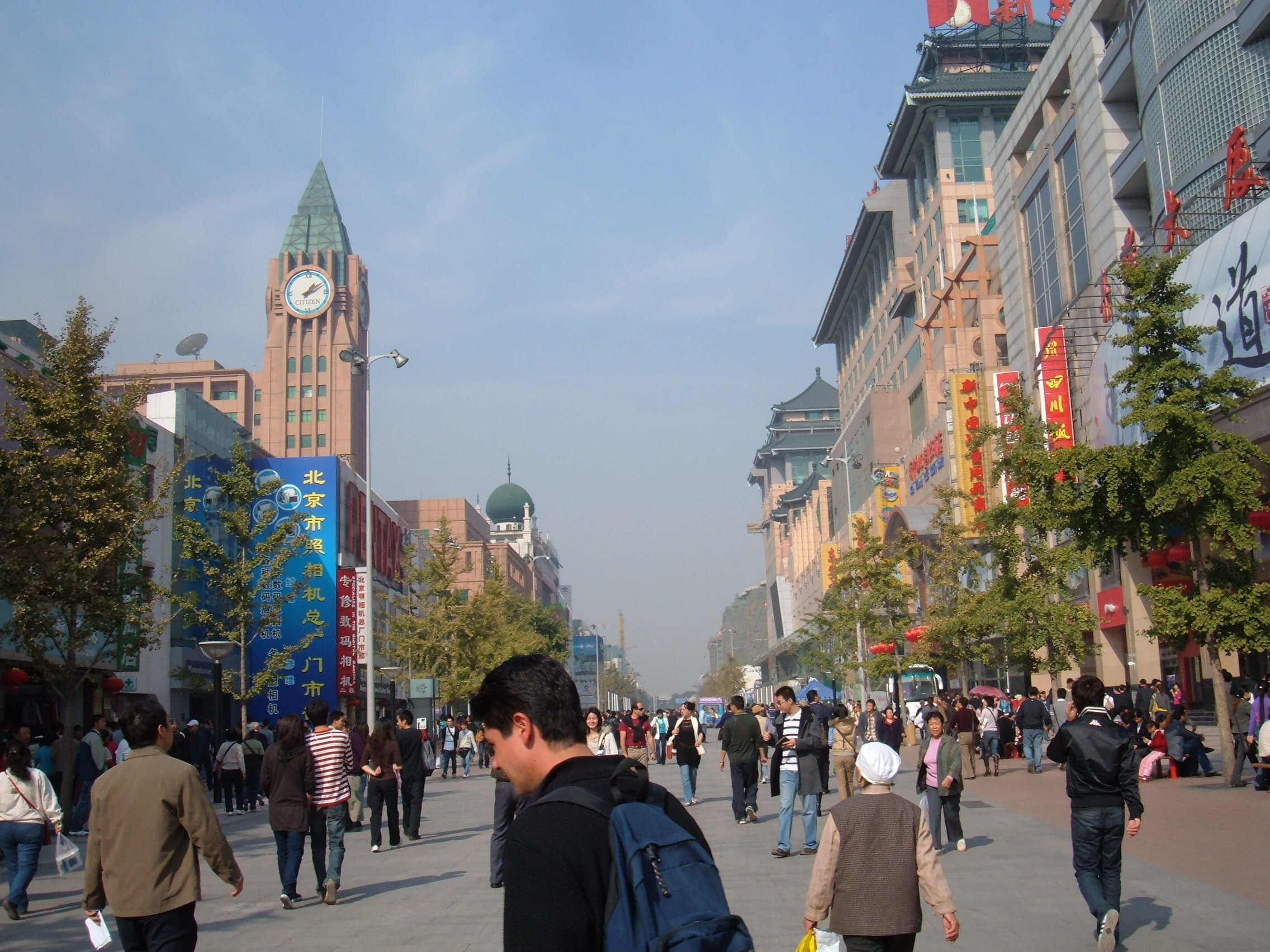
王府井

王府井（おうふせい、ワンフーチン、拼音: Wángfǔjǐng）は、北京中心部東城区にある繁華街。巨大デパートや飲食店が立ち並び一帯は歩行者天国になっている。

## 概要
日本人には「北京の銀座」と呼ばれることもあり、また西洋人からは、ここに居住していたオーストラリア人の新聞記者G.E.モリソン（彼の旧蔵書は東京の東洋文庫の基礎となった）の名をとって「モリソン・ストリート」と呼ばれたこともある。市場（かつての東安市場、現在の新東安市場）、百貨店（北京百貨公司）、ホテル（北京飯店）、書店、飲食店などがこの通りに面して建ち、北京の町のほぼ中央にあり、故宮、北京駅、外国人居留地区などからも近いところから、特に20世紀に入ってから商店街として賑わいだした。
中心商店街としての「王府井」の位置は、ここにある店がそれぞれ古くからの場所を変えず、規模的にも大型化ができず、古くからの商いが若い消費者の要求に応えられないなどの理由で、最近では、西単、東単、東三環路方面などに次第に奪われているが、観光的にはその知名度によって広く知られているため、地方からの「おのぼりさん」や外国人の訪問者は多い。

## 由来
「王府井」という地名は、かつてここに王府（皇族の屋敷）の井戸があったことに由来するといわれる。井戸のあったとされる場所にはマンホール型の記念碑が地面にはめ込まれているが、これは1998年の建国50周年直前の北京市内の大改造の過程で地下から発見されたもので、有名な巨大な手書きの北京地図である「乾隆京城全図」にも描かれているが、この通りに面しては他にも井戸があったことが考証されており、たまたま工事中に見つかった井戸を「王府井」としていいのかは疑問とする地名研究家の意見もある。中国でのこの井戸の位置についての説は一定していない。

## ギャラリー

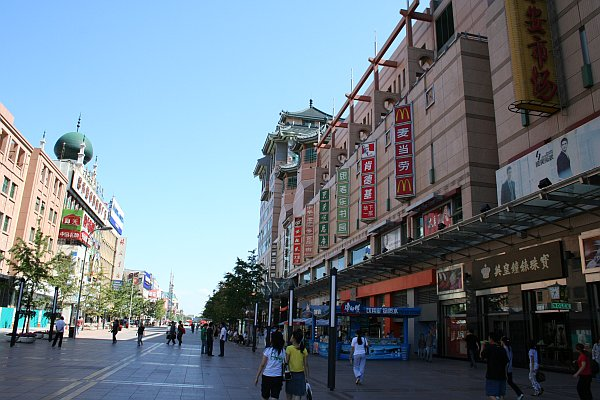
歩行者専用道路
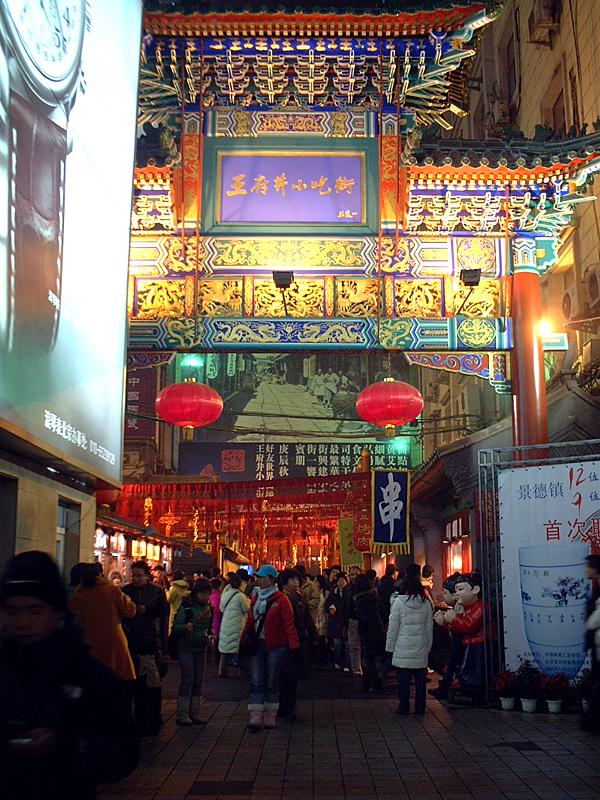
お菓子街へ続く大きな牌坊
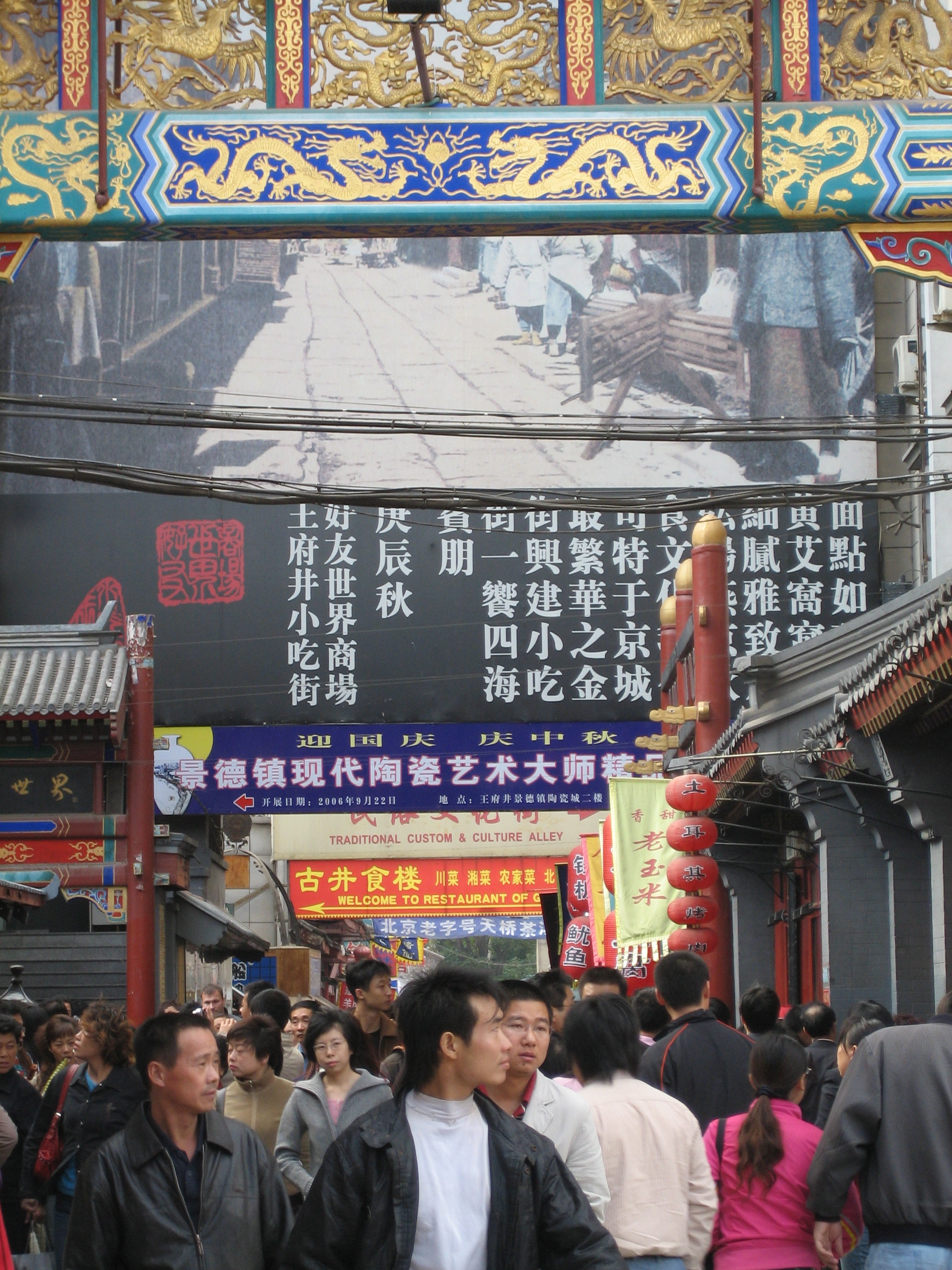
お菓子街
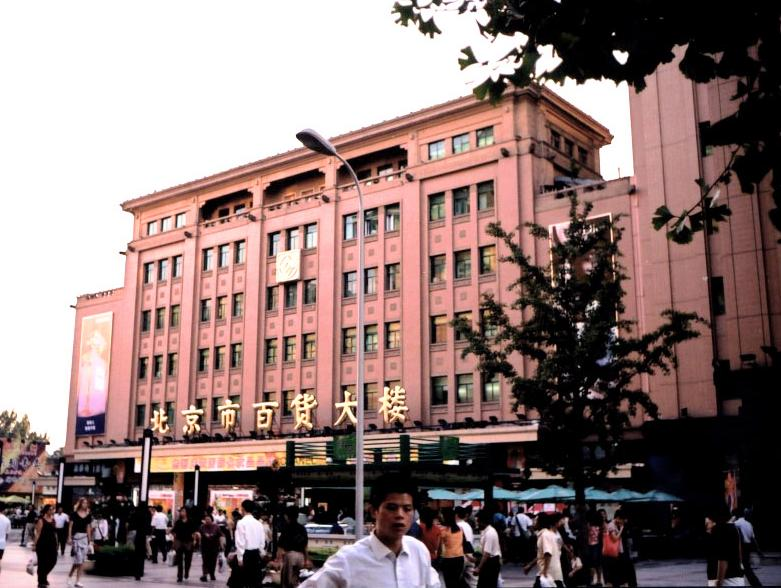
デパート
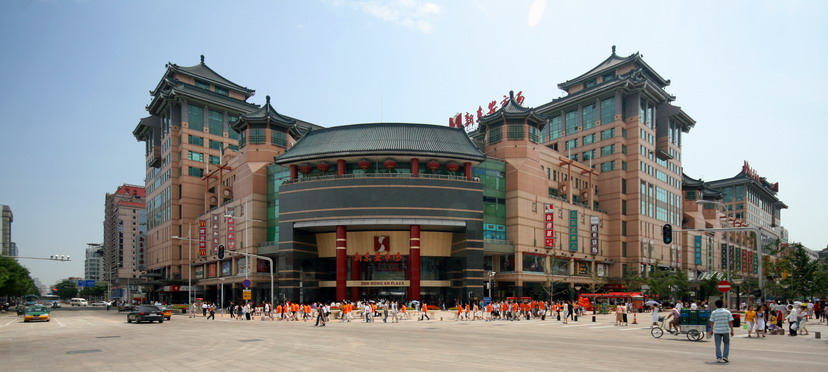
北京apm
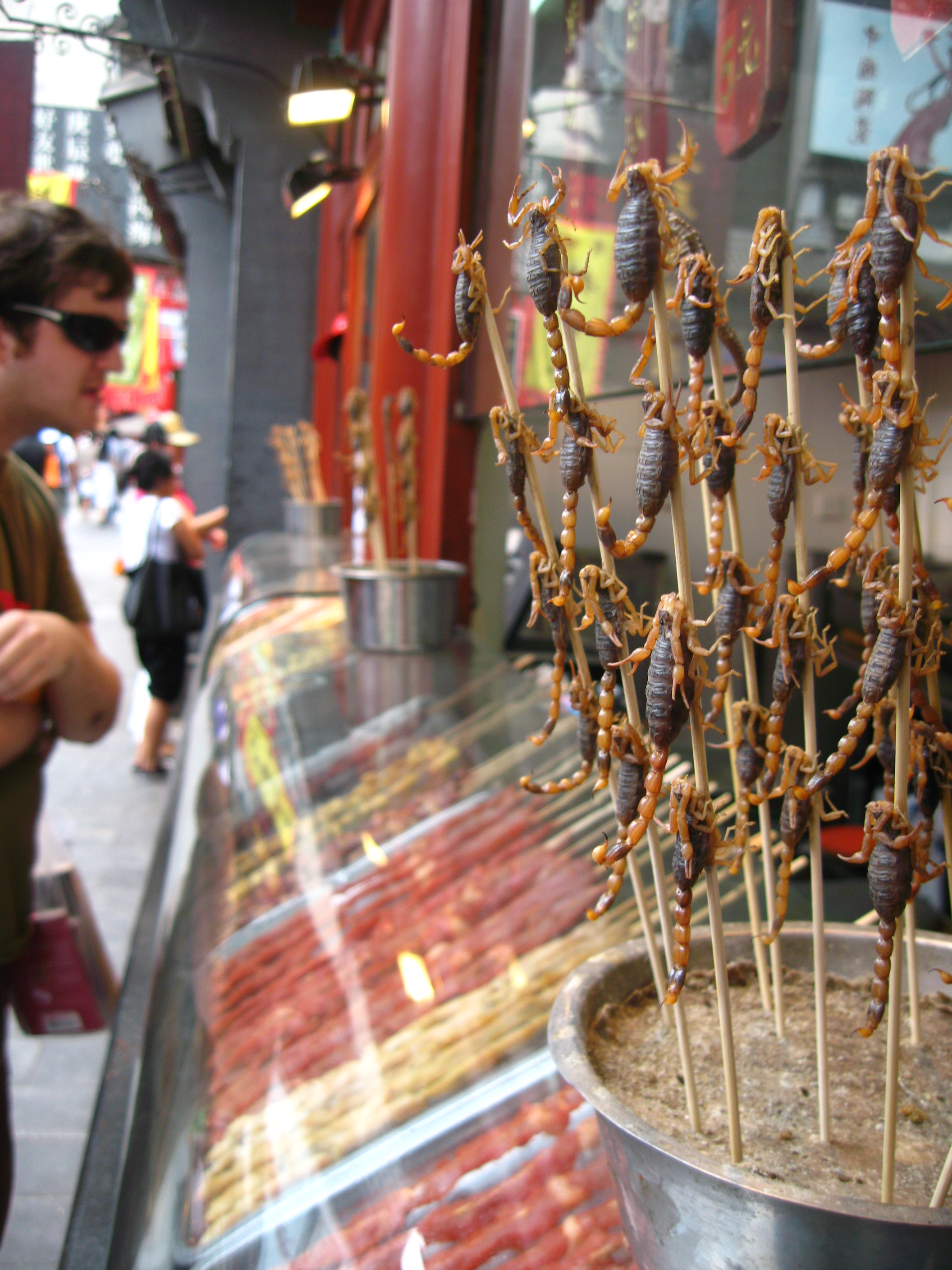
揚げサソリ
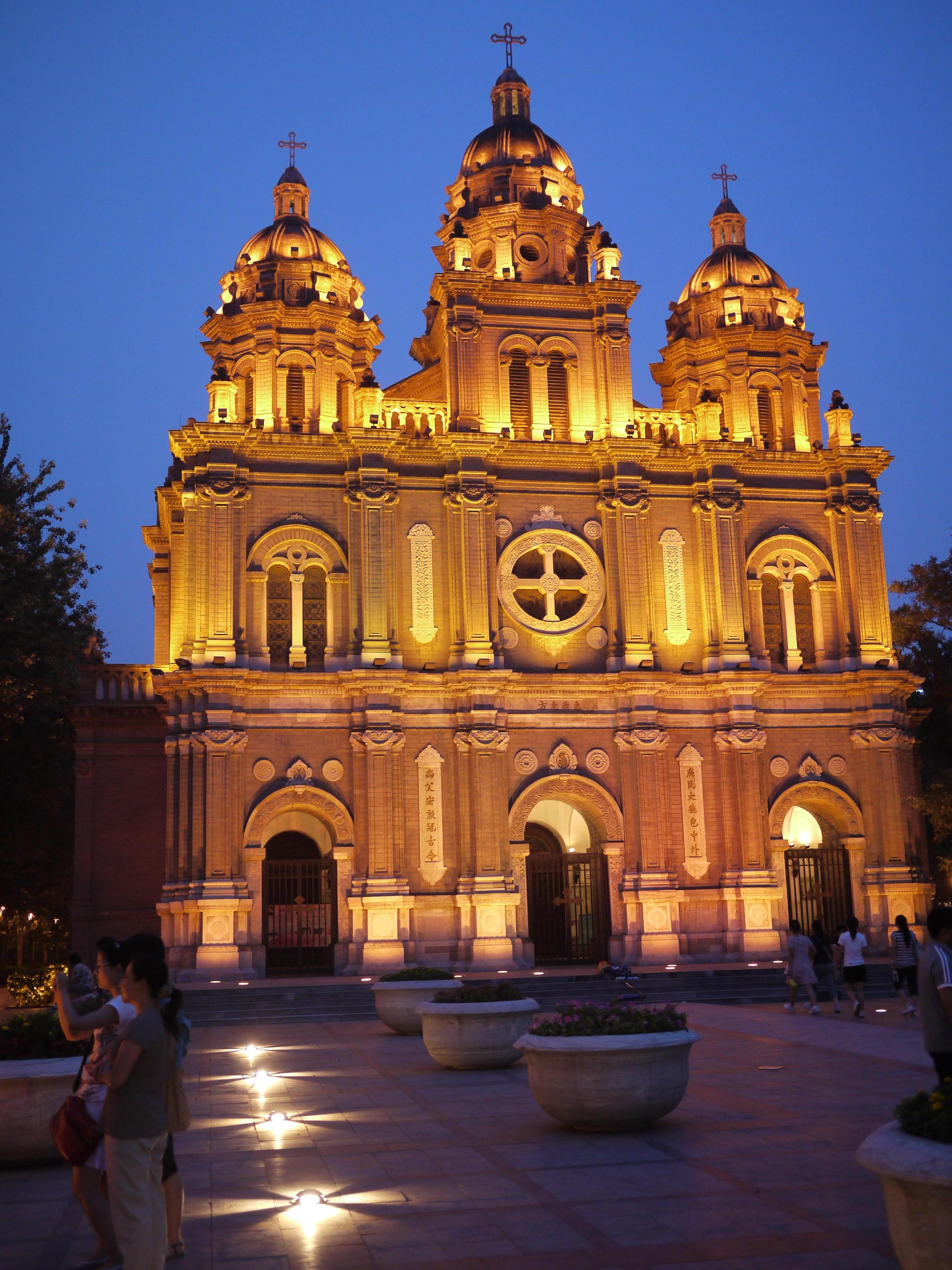
王府井天主堂

## 参照
- 北京地域別案内／王府井